# Ellen MacArthur
Ellen Patricia MacArthur (8 de julio de 1976) es una exregatista inglesa, procedente de Whatstandwell, Derbyshire. El 7 de febrero de 2005 rompió el récord mundial de circunnavegación del globo. En 2008 perdió este registro a manos de Francis Joyon, el francés que precisamente había ostentado el récord antes que MacArthur. Tras su retiro, el 2 de septiembre de 2010, anunció el lanzamiento de la Fundación Ellen MacArthur, que trabaja para acelerar la transición hacia una economía circular.

## Biografía
Nació en Derbyshire donde vivía con sus padres, ambos profesores, y dos hermanos Fergus y Lewis. Trabajó en una escuela de navegación en Hull, y cuando tenía 17 años se compró un Corribee, al que llamó Iduna; En 1995 navegó con este barco alrededor de Gran Bretaña. En 1997 terminó en el puesto 17.º en el Mini Transat, competición transatlántica mundial. En 1998 fue nombrada por la BT Group y la Real Asociación de Navegación de Recreo como "Navegante del año" en el Reino Unido y "Joven esperanza de la navegación" en Francia.
En 2003, capitaneó el intento de récord mundial del yate Kingfisher 2 (un catamarán anteriormente propiedad de Bruno Peyron). En enero de 2004, Nigel Irens y Benoit Cabaret, construyeron en Australia el trimaran nombrado B&Q/Castorama, especialmente diseñado para ella. Utilizando este yate, en 2004 intentó romper el récord del cruce transatlántico de oeste a este, pero falló por una hora y cuarto, después de navegar siete días. A finales de 2004 comenzó con su intento de romper el registro de navegación en solitario alrededor del mundo. Estableció el récord del viaje más rápido en solitario hasta el ecuador, pasar el Cabo de Buena Esperanza, Cabo Horn y vuelta al ecuador de nuevo. En total tardó Setenta y un días, 14 horas, 18 minutos y 33 segundos en ir y volver al Canal de la Mancha, entre la isla francesa de Ouessant y el cabo Lizard, batiendo el tiempo de Francis Joyon en más de un día.

## Premios y reconocimientos
Tiene las distinciones de Caballero de la Legión de Honor y Dama Comandante de la Orden del Imperio Británico.
En 2022 se le concede el Premio Princesa de Asturias de Cooperación Internacional 2022 por su trabajo al frente de su fundación.